# Kortsnuitbeer

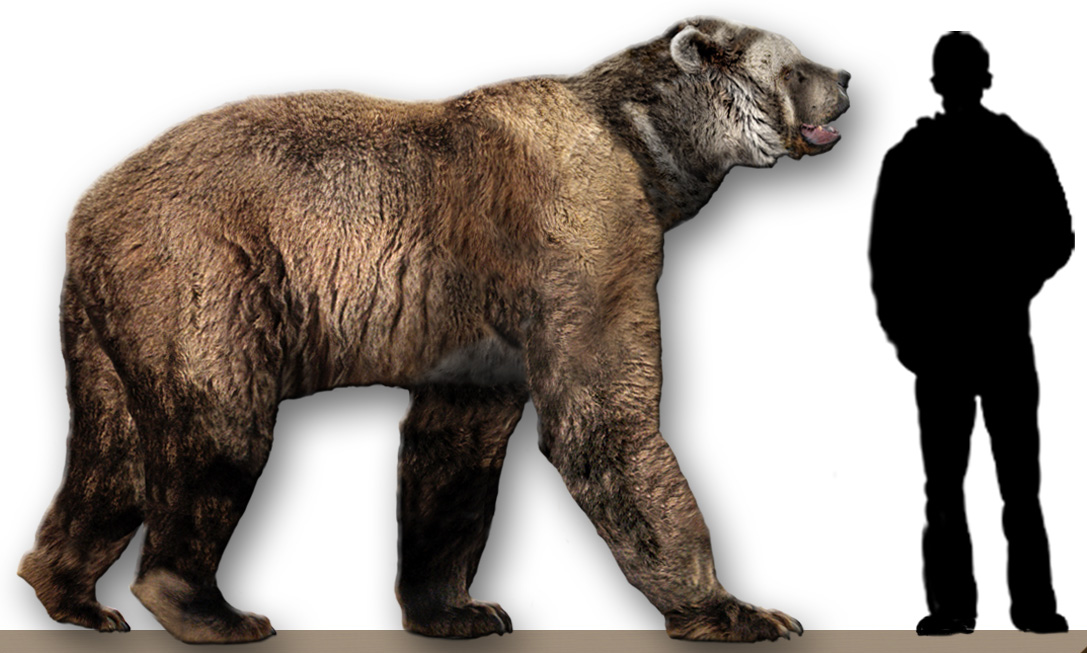
Arctodus simus, 1,6 m hoog bij de schouders, naast een mens van 1,8 meter.

De kortsnuitbeer (Arctodus simus) is een uitgestorven berensoort die oorspronkelijk voorkwam in het prehistorische Noord-Amerika en zo'n 12.500 jaar geleden uitstierf.

## Kenmerken
De kortsnuitbeer was de grootste beer en het grootste landroofdier dat de laatste 800.000 jaar heeft geleefd. Een volwassen mannetje kon een schouderhoogte van ongeveer 1,6 meter bereiken en rechtopstaand ongeveer vier meter hoog worden. Een kortsnuitbeer woog gemiddeld niet meer dan 1150 kilogram.

## Classificatie en evolutie
Kortsnuitberen behoren tot de Tremarctinae-beren, ook wel de 'loopberen' genoemd. Ze worden tot het geslacht Arctodus gerekend, net zoals de brilbeer. Hoewel er niet veel bekend is over de geschiedenis van de kortsnuitbeer, weet men wel dat hij circa 800.000 jaar geleden wijdverspreid voorkwam in Noord-Amerika.

## Eetgewoonten
In beenderen van de kortsnuitbeer zijn hoge concentraties stikstof-15 aangetoond, wat erop duidt dat deze beer enkel vlees at. Een volwassen exemplaar moest een dagelijkse portie van zestien kilogram vlees binnenkrijgen om te overleven.
Sommigen menen dat de kortsnuitbeer een woest roofdier was dat andere zoogdieren overmeesterde met zijn fysieke kracht. Deze theorie wordt vaak weerlegd, omdat de kortsnuitbeer niet zo stevig gebouwd was. Hij zou het daardoor hebben moeten afleggen tegen robuuster gebouwde dieren. Hoewel zijn fysieke kracht hier een voordeel is, vormt zij een nadeel in een andere theorie, volgens welke de kortsnuitbeer zijn prooi zou hebben achtervolgd en tegen de grond geworpen als een jachtluipaard. De bouw van de kortsnuitbeer stelt hem echter niet in staat snel scherpe bochten te nemen, zodat ook deze hypothese onwaarschijnlijk lijkt. Paul Matheus, paleontoloog aan de Universiteit van Alaska Fairbanks, kwam tot de conclusie dat de kortsnuitbeer een tred als van een kameel of een paard moet hebben gehad, zodat het dier meer gebouwd was op uithoudingsvermogen dan snelheid.
Als dit laatste waar is, was de kortsnuitbeer onvoldoende toegerust om een echte jager te kunnen zijn, wat sommigen ertoe heeft gebracht te veronderstellen dat de kortsnuitbeer een kleptoparasiet was die met zijn imponerende gestalte kleinere roofdieren als reuzenwolven en holenleeuwen van hun buit verjaagde.

## Uitsterven
De kortsnuitbeer stierf ongeveer twaalfduizend jaar geleden uit. Dit valt deels te verklaren uit het uitsterven van een aantal van zijn prooidieren, en deels uit de concurrentie die hij ondervond van de bruine beer, een alleseter die zijn leefgebied binnenkwam via Eurazië. Ook de mens kan aan de basis van zijn uitsterven liggen: de jachttechnieken waren sterk verbeterd.